# Заочное обучение
Заочное обучение, обучение по заочной форме —  это форма организации учебного процесса, в которой сочетаются очное обучение и самообучение.
Заочное обучение характеризуется фазностью. В первую фазу происходит получение базы знаний, обучающей литературы и её изучение (установочная сессия), во вторую — производится проверка усвоенного материала (зачётно-экзаменационная сессия). При этом эти фазы заметно отстают друг от друга по времени (обычно от нескольких месяцев до года).
Изначально заочное обучение вводилось только для тех студентов, которые по какой-либо уважительной причине не имели возможности регулярно посещать занятия. Заочное обучение использует поточный принцип: единый для всех учащихся образовательный план, общие сроки сдачи контрольных и курсовых работ. Два раза в год (как правило, зимой и летом) происходит сдача сессий.
Благодаря развитию информационных технологий заочное обучение постоянно совершенствуется, становясь, по мнению некоторых, все более похожим на дистанционное образование.
Заочно чаще всего обучаются люди, которые совмещают учёбу с работой (обучение без отрыва от производства), спортом или творческой деятельностью, а также по причине более низкой стоимости обучения по сравнению с очной (дневной) формой.